# Medardo Rosso
Medardo Rosso (Torino, 21 giugno 1858 – Milano, 31 marzo 1928) è stato uno scultore italiano, principale esponente dell'impressionismo in scultura.

## Biografia
Terzogenito di Domenico e Luigia Bono, Medardo Rosso nacque nel 1858 a Torino, dove il padre era funzionario delle Ferrovie. Si trasferì con la famiglia a Milano nel 1870.
Frequentò dal 1882 l'Accademia di belle arti di Brera dalla quale fu espulso l’anno dopo, dimostrandosi insofferente all'insegnamento accademico.
Iniziò la sua carriera artistica nell'ambito della scapigliatura milanese.
Espose le sue opere a Parigi al Salon des artistes français, al Salon des Indépendants, nella Gallerie Thomas e Georges Petit, e a Vienna nel 1885. Eseguì alcuni busti per il cimitero monumentale di Milano. Nel 1886 espose a Londra e a Venezia.

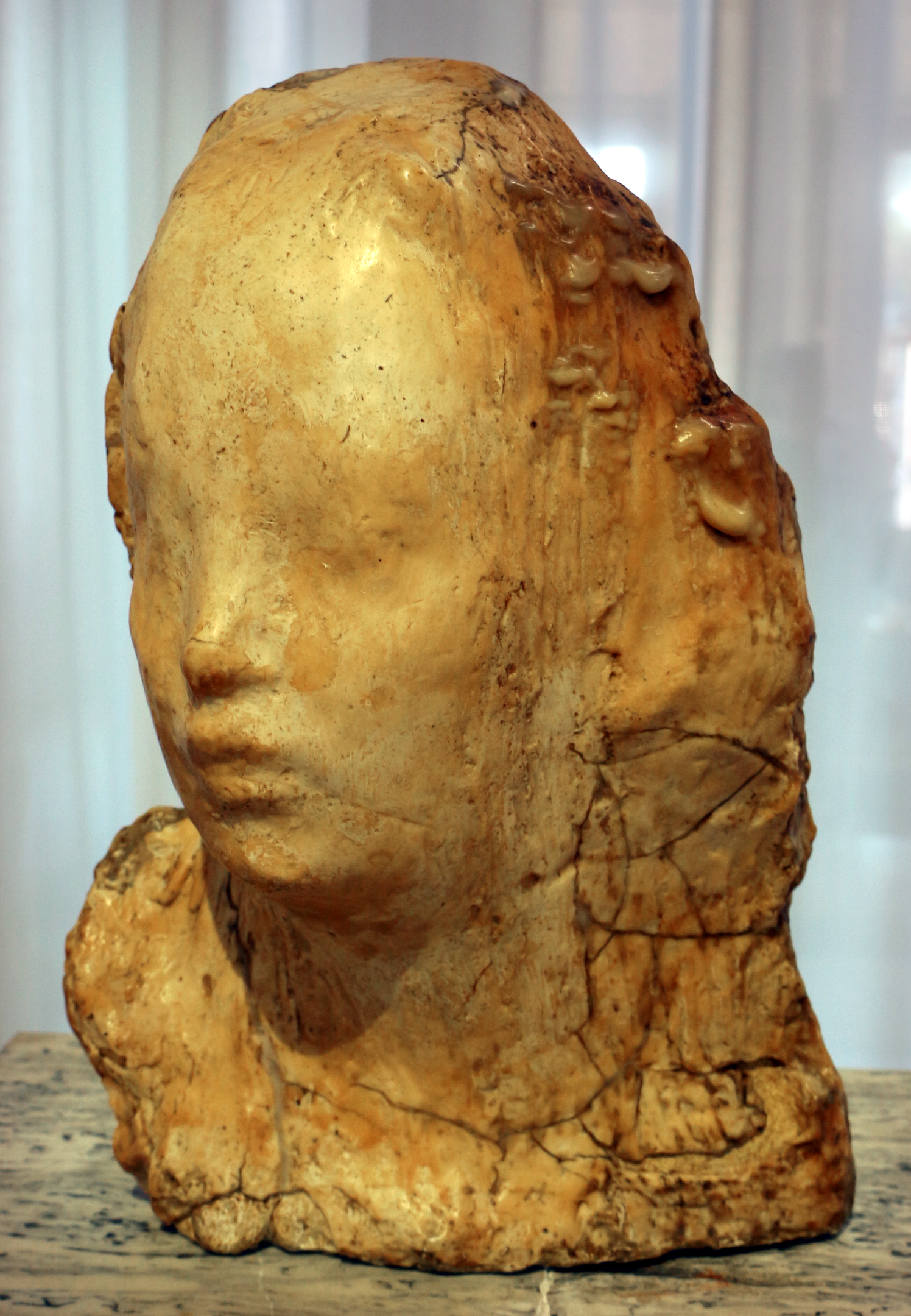
Ecce Puer, 1905, Galleria nazionale d'arte moderna (Roma)

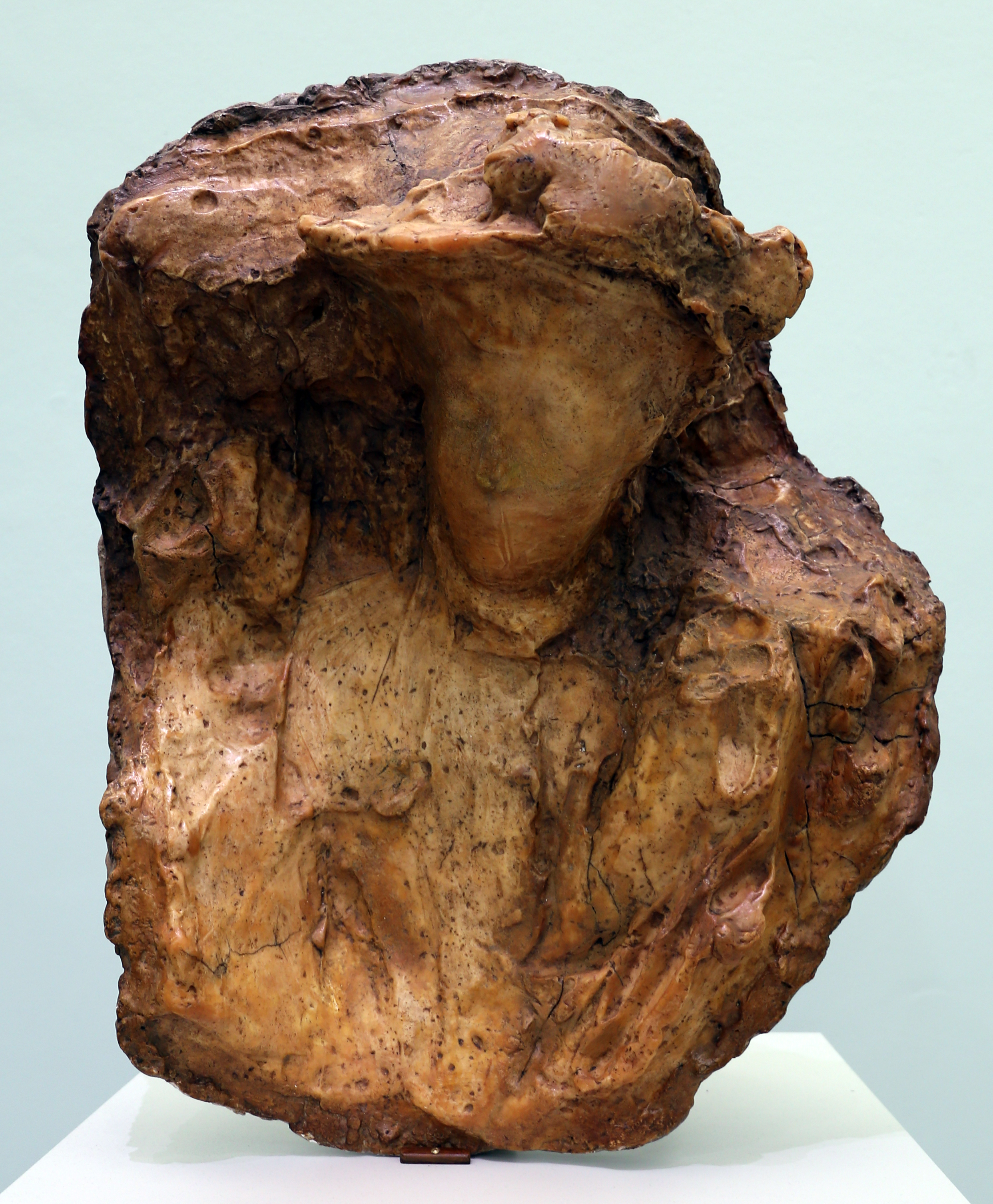
Femme à la voilette (Donna con la veletta), 1895, cera su gesso

Nel 1885 sposò Giuditta Pozzi e nello stesso anno ebbero il loro unico figlio, Francesco. Il matrimonio naufragò già nel 1889. Nello stesso anno si trasferì definitivamente a Parigi, dove espose all’Esposizione universale cinque bronzi – El locch, Gavroche, Ruffiana, Carne altrui e Aetas aurea – ottenendo l’attenzione della critica e venendo a contatto con artisti impressionisti. A Parigi conobbe la pittrice e critica d'arte olandese Etha Fles che lo sostenne e promosse la vendita delle sue opere, i due mantennero un rapporto di amicizia fino alla morte di Rosso. Nel 1893 realizzò la prima personale parigina, apprezzata da Auguste Rodin, con il quale il rapporto di iniziale amicizia era destinato a incrinarsi per la polemica sulla primogenitura della scultura impressionista, sfociata nell’inchiesta di Edmond Claris L’Impressionisme en sculpture: Auguste Rodin et Medardo Rosso, pubblicata nel giugno 1901. Nel 1895 Rosso nello studio di rue Caulaincourt costruì i forni per sperimentare la fusione in bronzo e dove iniziò la celebre produzione in cera, mentre aprì uno studio per il pubblico sul boulevard des Batignolles. Ottenuta nel 1902 la cittadinanza francese, seguirono prestigiose acquisizioni nelle collezioni pubbliche francesi: nel 1907 il primo ministro francese Clemenceau scelse il gesso di Ecce puer e la cera di Femme à la voilette per il Musée du Luxembourg, e la città di Parigi acquistò per 2500 franchi Aetas aurea (Cera, oggi al Petit Palais). Espose negli anni seguenti ad Amsterdam, Utrecht, L’Aia e Rotterdam, in Germania all’Albertinum di Dresda, a Berlino e a Lipsia, nel 1907 a Bruxelles, l’anno dopo a Mosca. 
Definito l’emblema della scultura moderna nel Manifesto Tecnico della scultura futurista (11 aprile 1912 ), Rosso Ritornò a Milano nel 1914. Nel 1926 Margherita Sarfatti gli dedicò una sala personale con undici sculture nella Mostra del Novecento italiano alla Permanente di Milano.
Realizzò soprattutto sculture in cera, ma anche in bronzo, terracotta, gesso e disegni a matita e a colori.
Metteva molte cose insolite nei suoi “impasti”.
Fu stimato, tra i suoi contemporanei da Edgar Degas e Auguste Rodin. Influenzò artisti come Boccioni, Carrà, Manzù, Brancusi e lo stesso Rodin.
Nel 1920 espose il Bambino malato, il Bambino ebreo, La Portinaia e l'Ecce Puer, tutte opere eseguite tempo prima, alla Mostra d'arte Sacra di Venezia, limitandosi, con una certa irriverenza, a modificarne il nome in San Giovannino, San Luigi, Sant'Orsola ed Enfant de Nazareth.
Medardo Rosso affermò: Ce qui importe pour moi en art, c'est de faire oublier la matière ("A me, nell'arte, interessa soprattutto di far dimenticare la materia"); infatti le sue sculture sono costituite da forme "non finite", che sembrano suggerire la presenza dell'ambiente circostante.
Morì la sera del 31 marzo 1928,  in seguito ad un'infezione dovuta a un problema sanguigno, assistito dal figlio Francesco. È sepolto al cimitero monumentale di Milano.

## Rosso e i bambini
Medardo Rosso divenne noto soprattutto per i suoi ritratti di bambini. Così scrisse Ardengo Soffici: «Nessuno scultore, credo, dopo l'impareggiabile Donatello nostro fiorentino, ha capito ed espresso così cordialmente i lineamenti e lo spirito di quell'età acerba. Houdon e Carpeaux, hanno ritratto dei fanciulli, ma né l'uno né l'altro hanno saputo farlo con quella penetrazione che solo un vero amore può dare. Le testine e i busti del nostro sono come dei piccoli monumenti eretti in onore della divina "primavera della vita"...». Medardo Rosso amava la purezza, la freschezza e l'innocenza dei bambini. L'opera nella quale emerge maggiormente questa purezza è l'Ecce Puer, statua di cui una copia è stata posta sulla tomba di Medardo Rosso, nel cimitero monumentale di Milano. Altrettanto degne di nota sono le sculture: Bambina che ride, Bambino malato, Bambino al sole, Bambino ebreo e Bambino alle cucine economiche.

## Opere

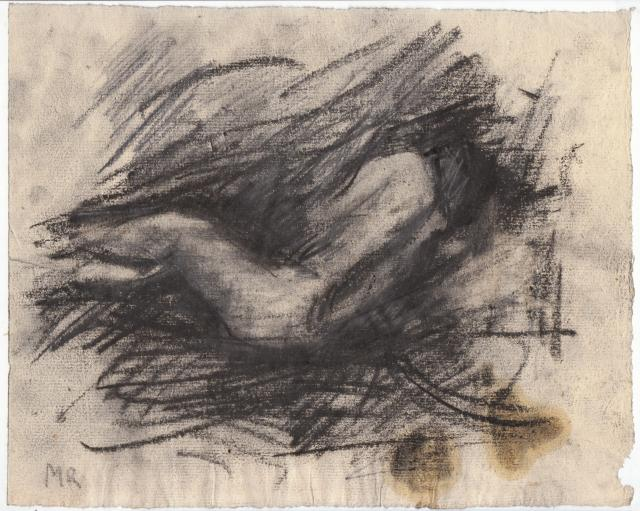
Nudo di donna sdraiato visto di schiena.
Dopo aver raggiunto l'apice nel 1906 della sua sperimentazione in ambito scultoreo, Medardo continuerà a dedicarsi alla fotografia e al disegno, tecniche che considerava naturale evoluzione della sua ricerca scultorea.

- Il cantante a spasso (1882) - Galleria nazionale d'arte moderna - Roma
- El Locch (1882)
- Il bacio sotto il lampione (1882)
- La portinaia (1883)
- Carne Altrui (1883)
- Il birichino (1883)
- Carne altrui (1883-1884)
- Impressione d'omnibus (1883-84)
- Maternità (L'età dell'oro) (1886)
- Maternità (1889)
- Il malato all'ospedale (1889)
- Bimba che ride (1890)
- Petite femme riant (1890)
- Rieuse (1890)
- Grande rieuse (1891)
- Bambino ebreo (1892)
- Bimbo al sole (1892)
- Conversazione in giardino (1893)
- Bambino presso l'asilo (1893)
- Impressioni di boulevard. Donna con veletta (1893)
- Uomo che legge il giornale (1894)
- Yvette Giulbert (1894)
- Le bookmaker (L'allibratore) (1894)
- Bambino malato (1895)
- Ecce Puer (1906)
- Madame X (1913)

Opere di Medardo Rosso. Foto di Paolo Monti.
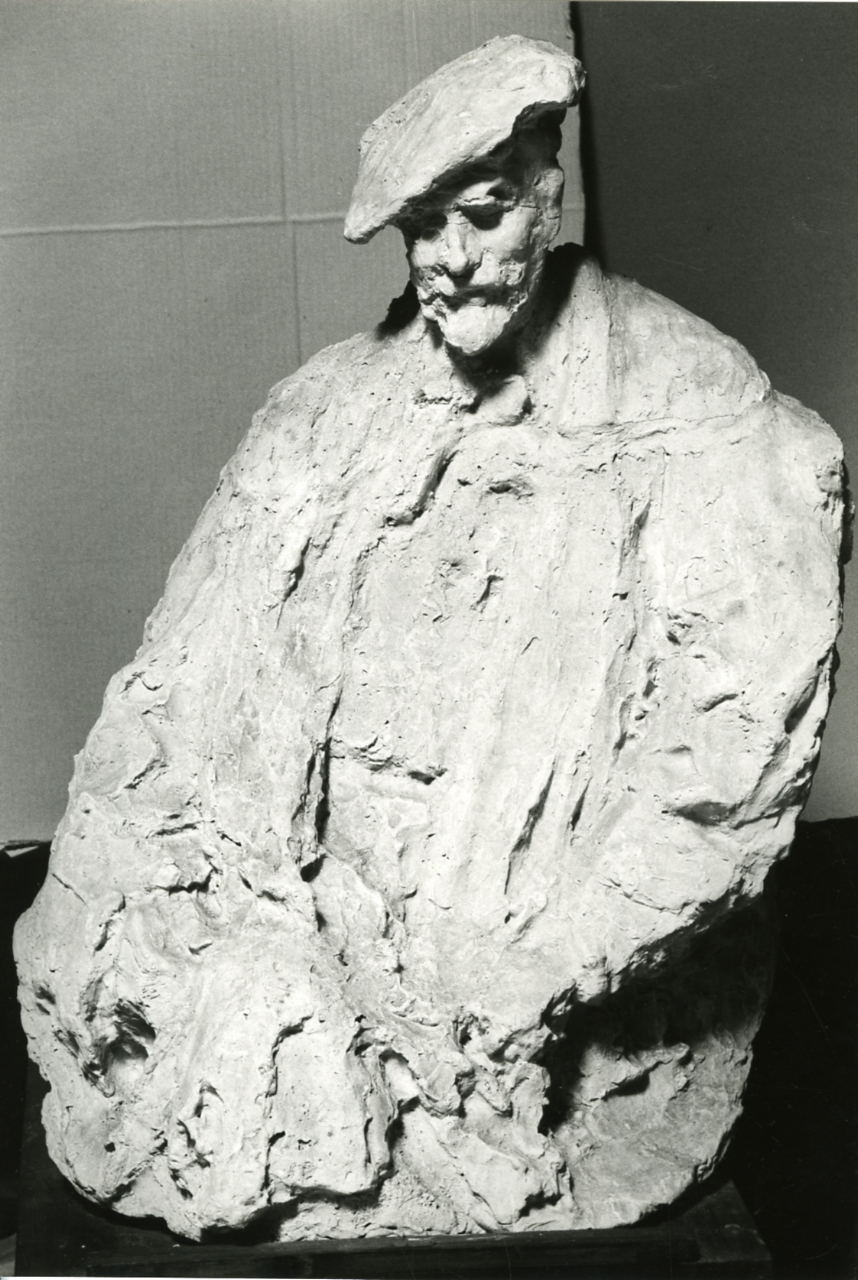
Ritratto di Monsieur Rouart, 1886. Foto di Paolo Monti (Fondo Paolo Monti, BEIC)
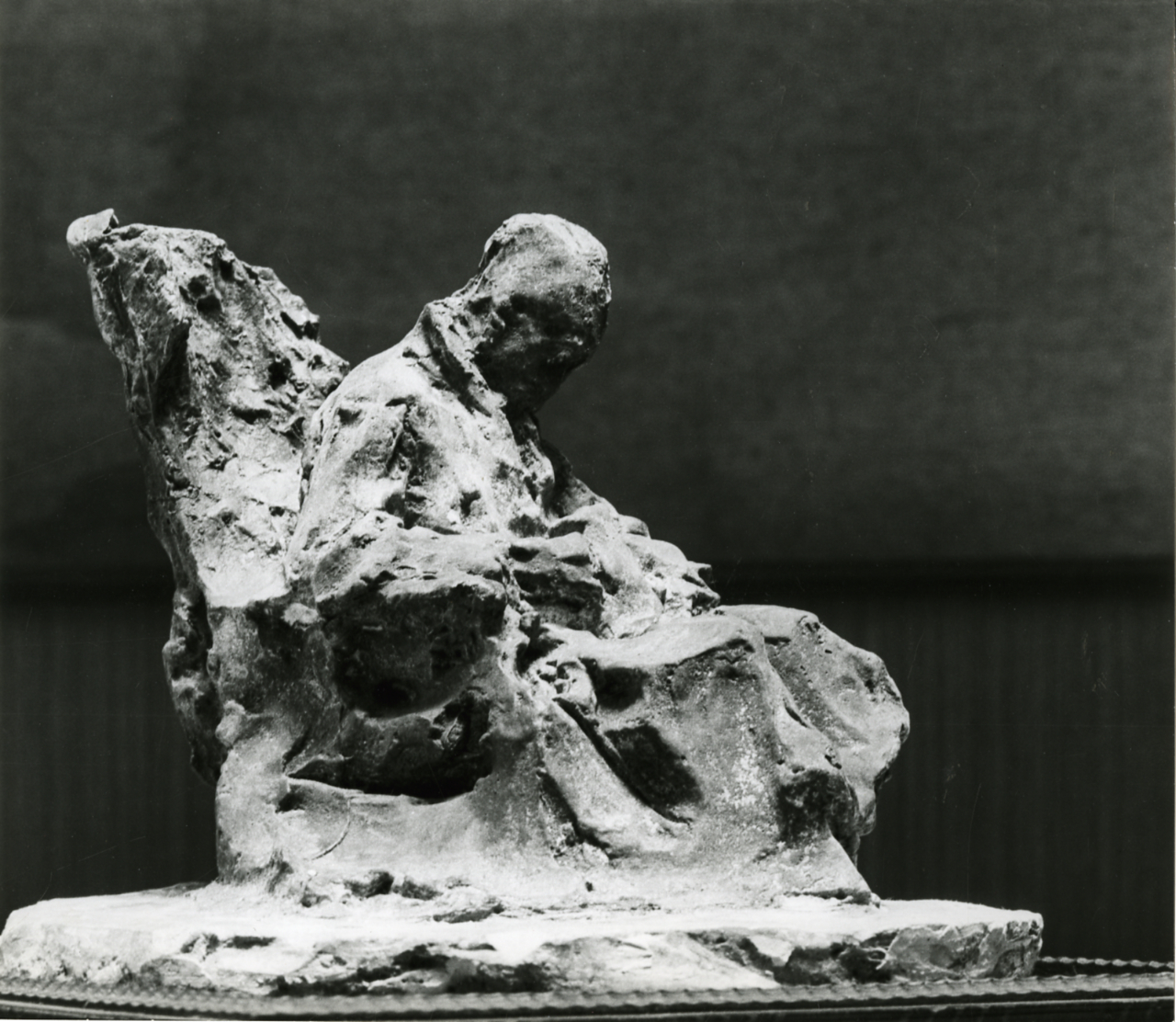
Malato in ospedale, 1889
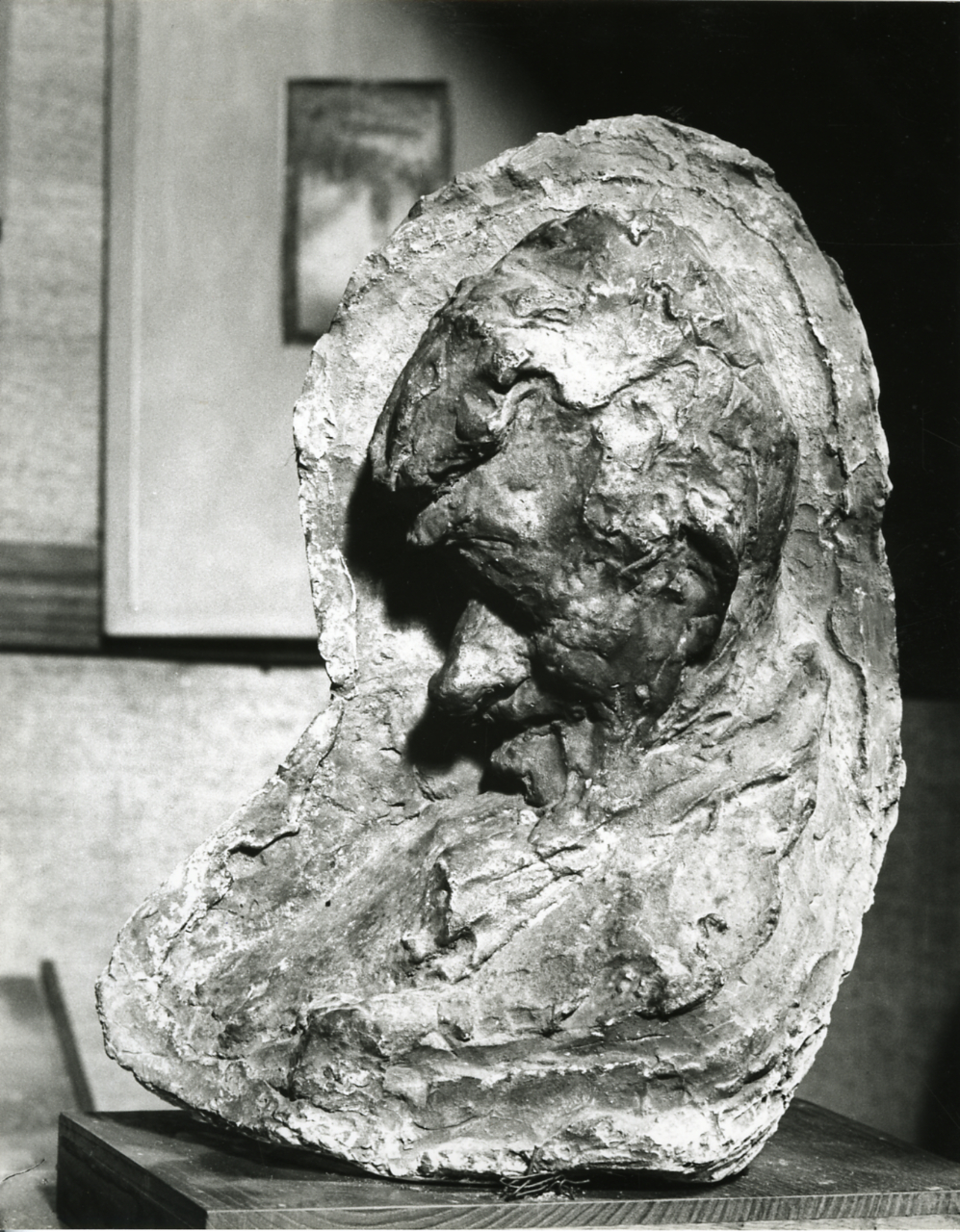
Lo Scaccino, 1883
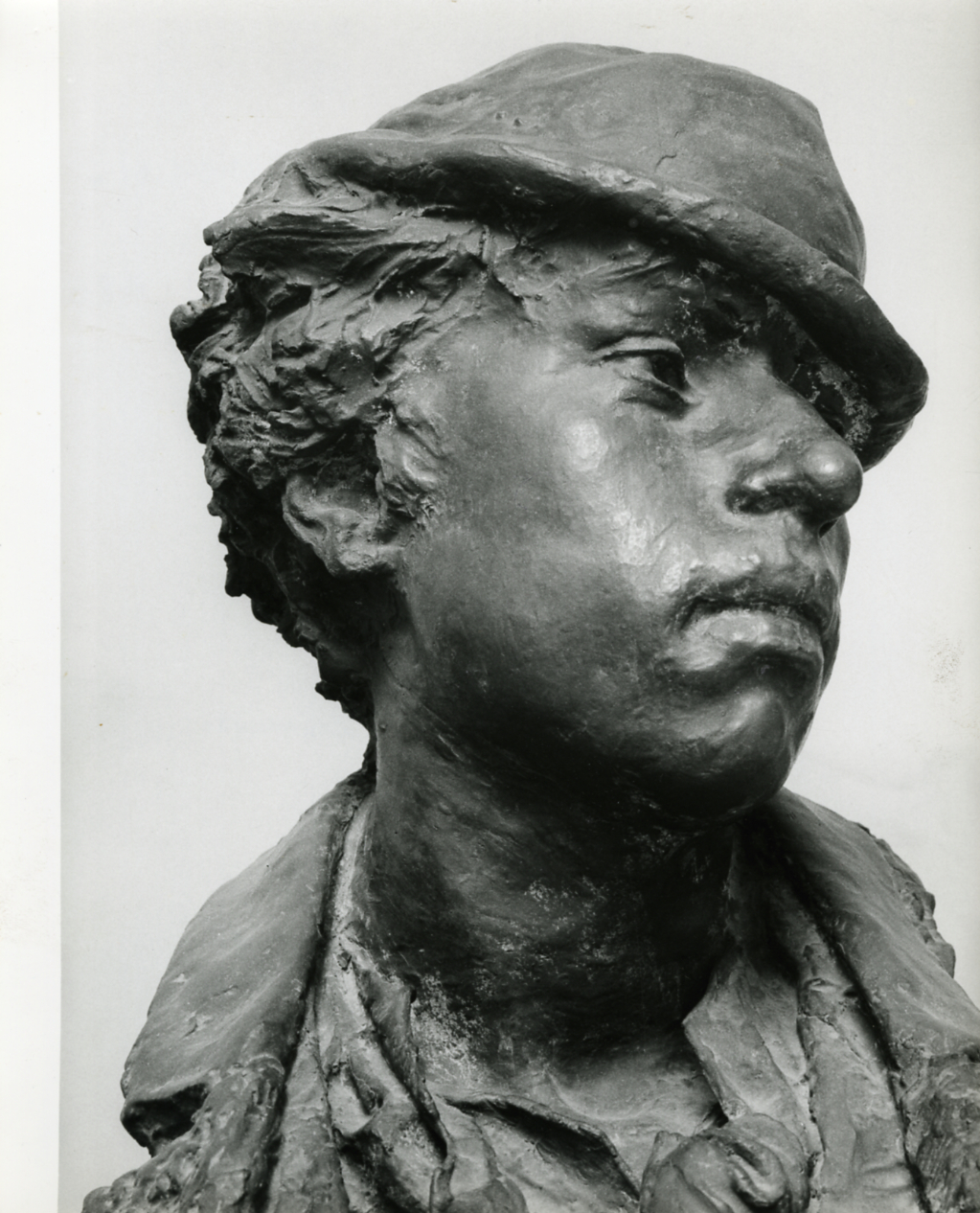
El Locch, 1881-1882
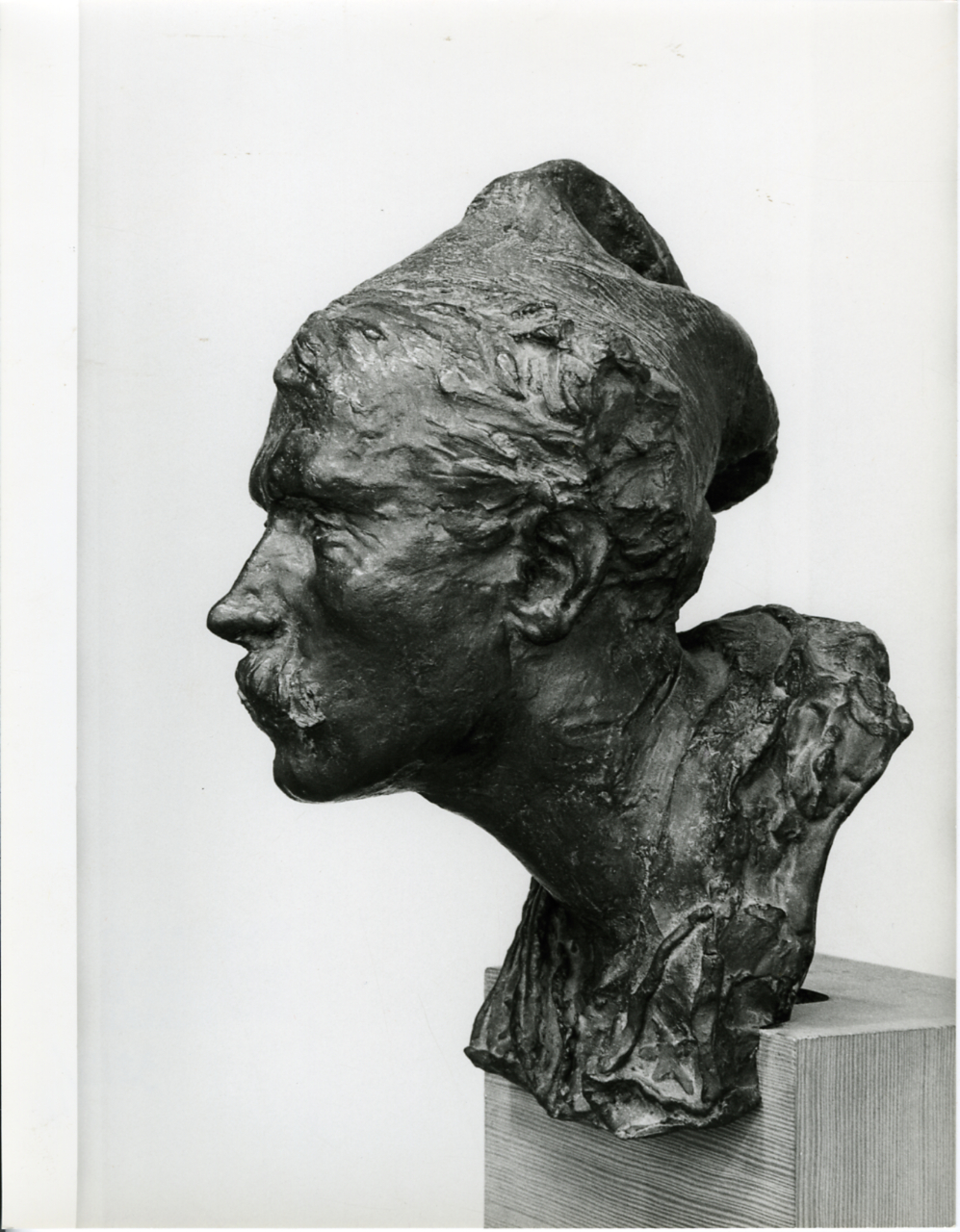
Il garibaldino o Il bersagliere
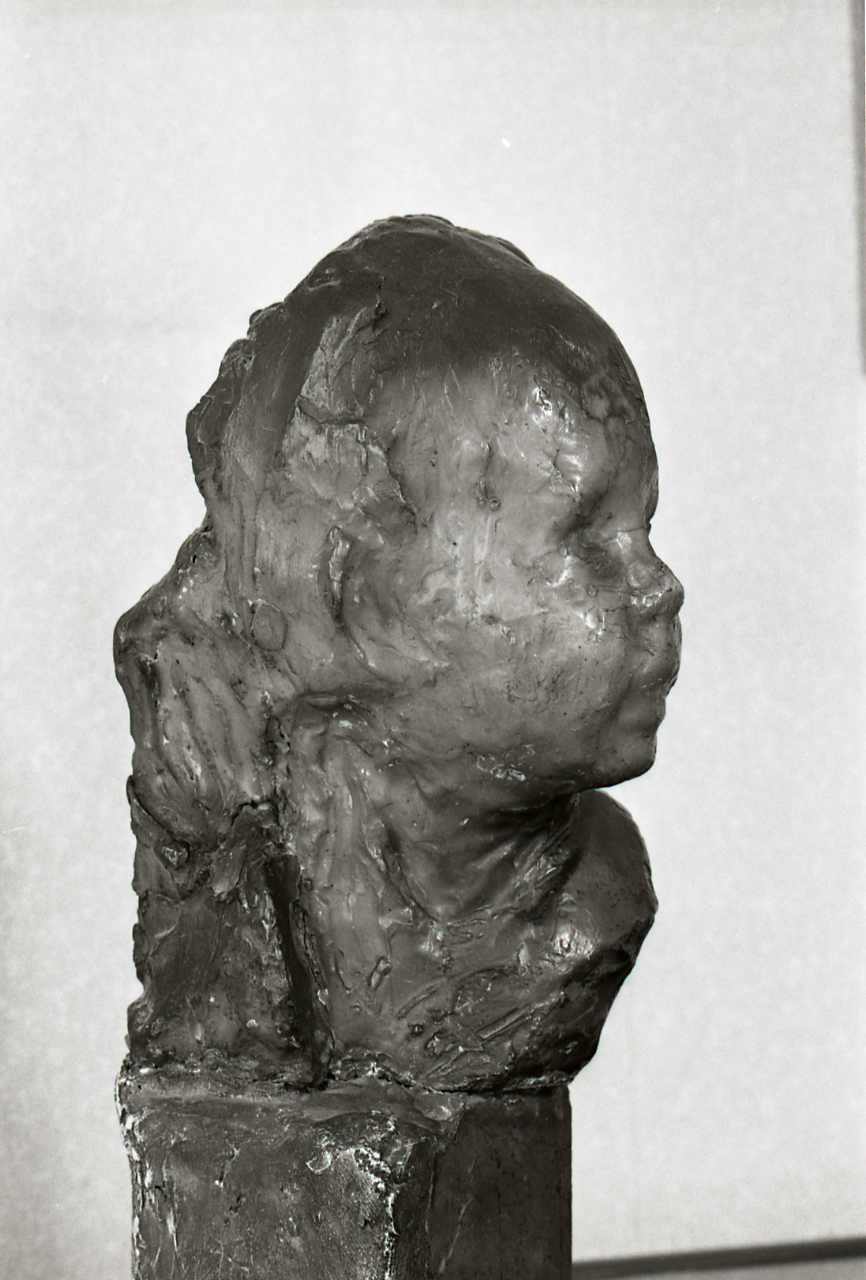
Il bambino ebreo, 1892
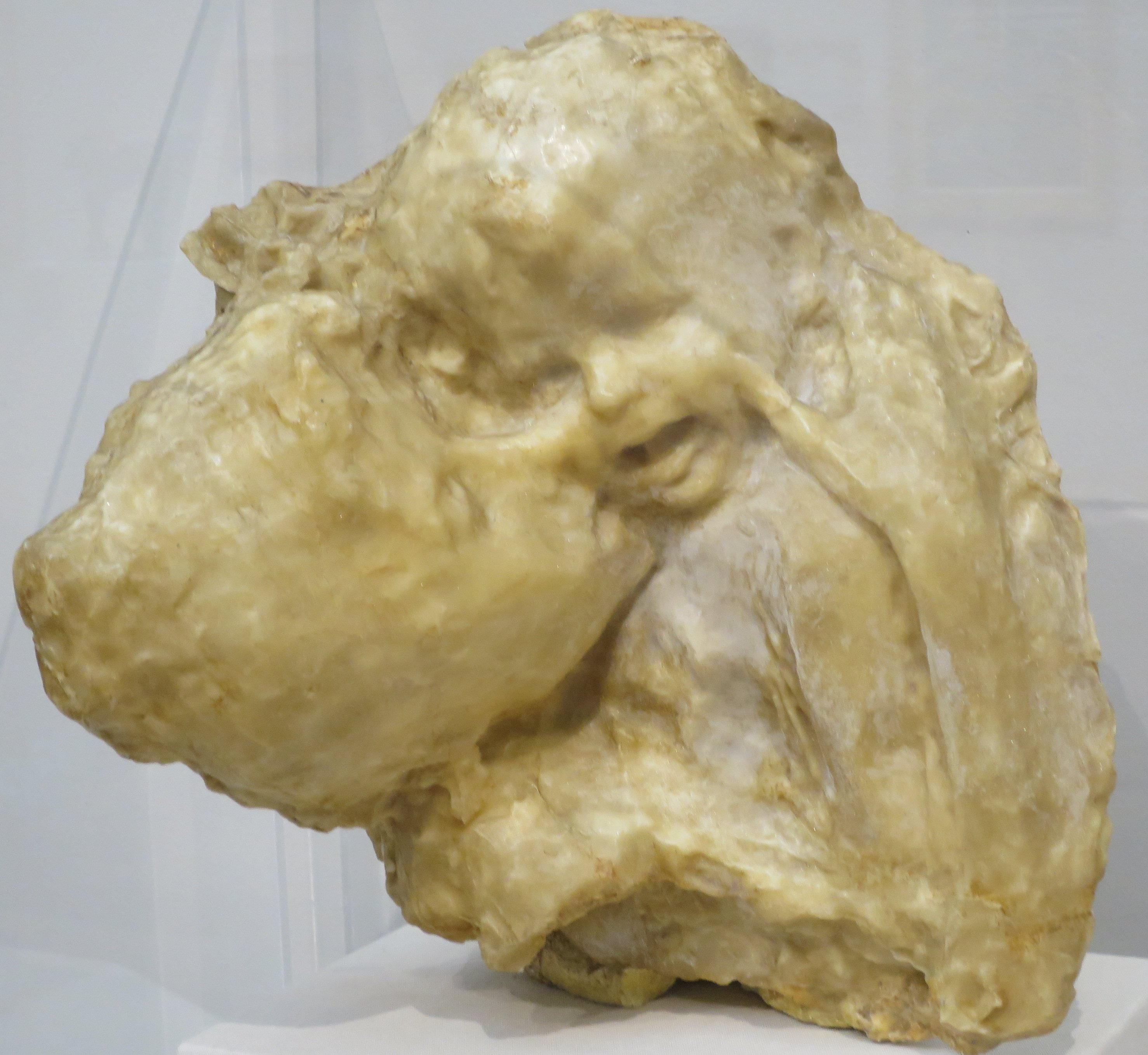
L'età dell'oro (1886)
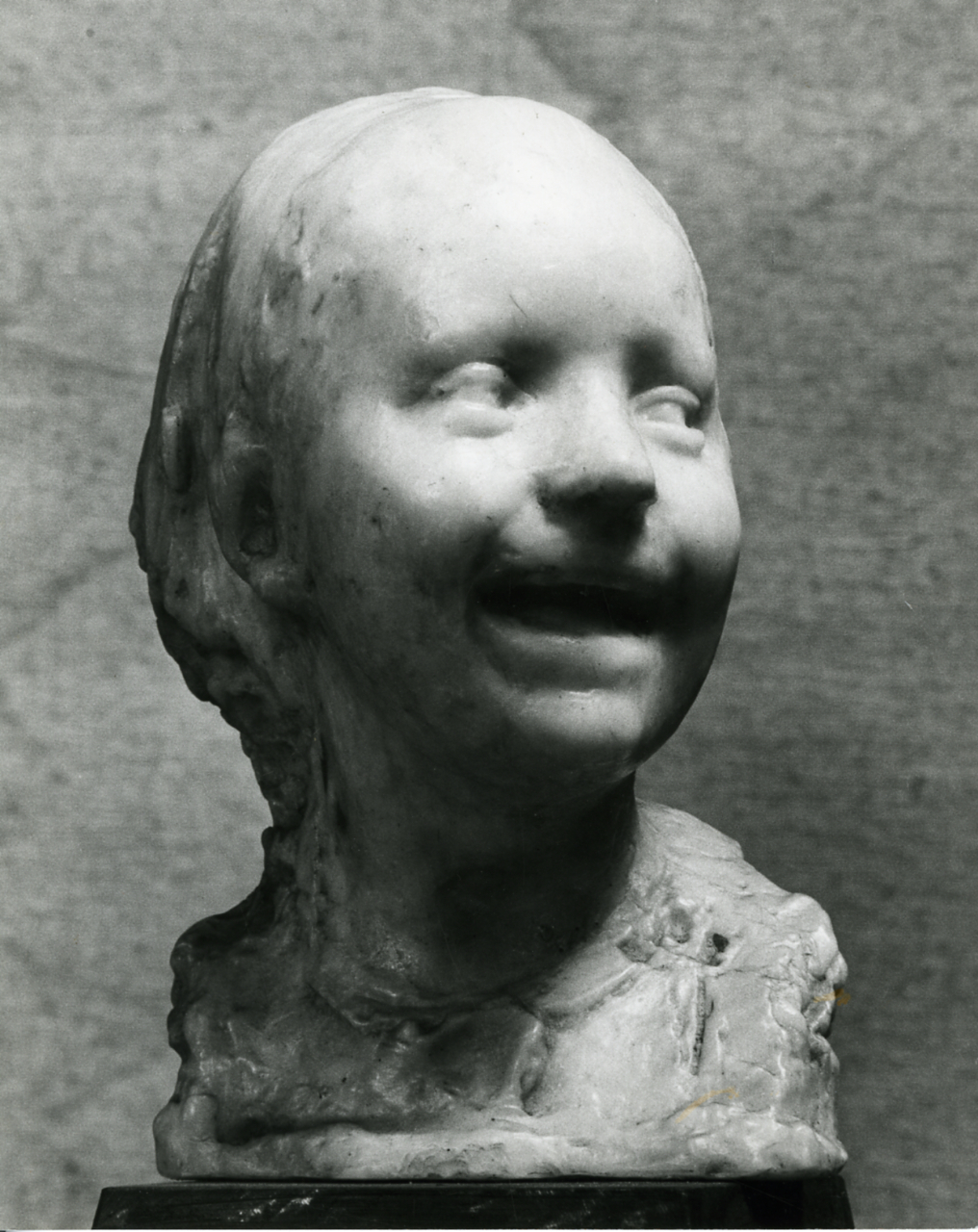
Bimba che ride (1890)
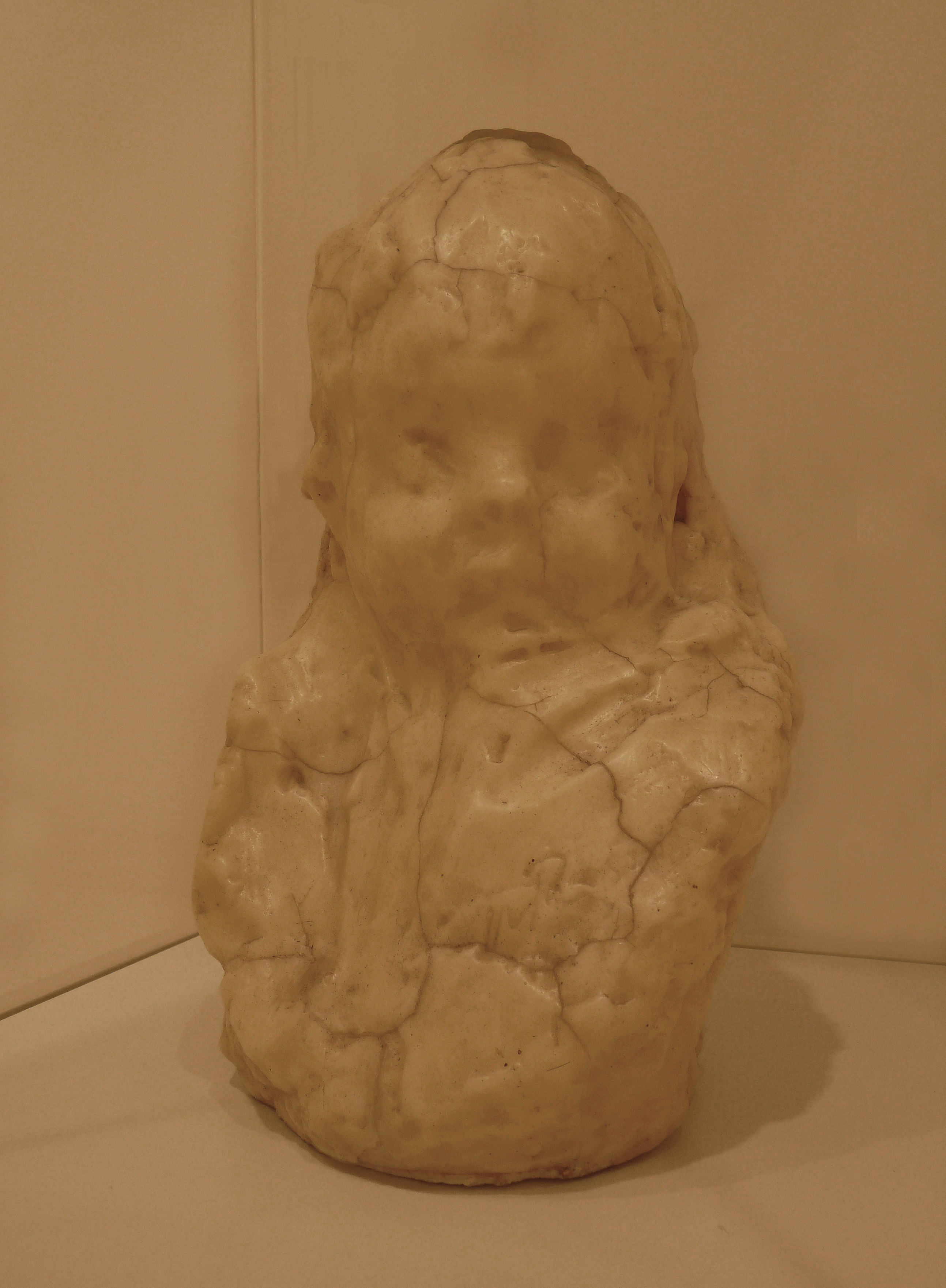
Bimbo al sole (1892)
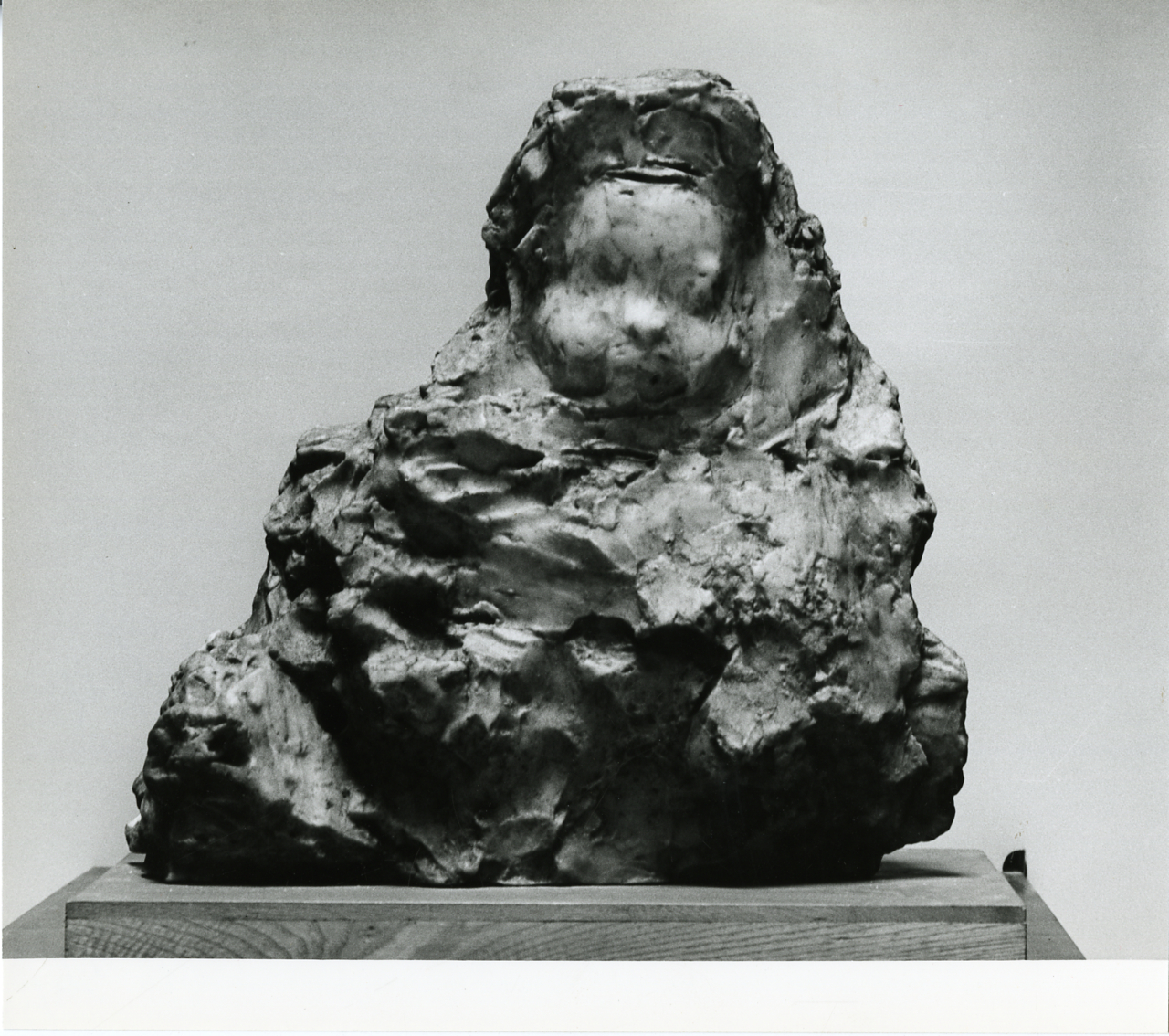
Bambino alle cucine economiche (1892)
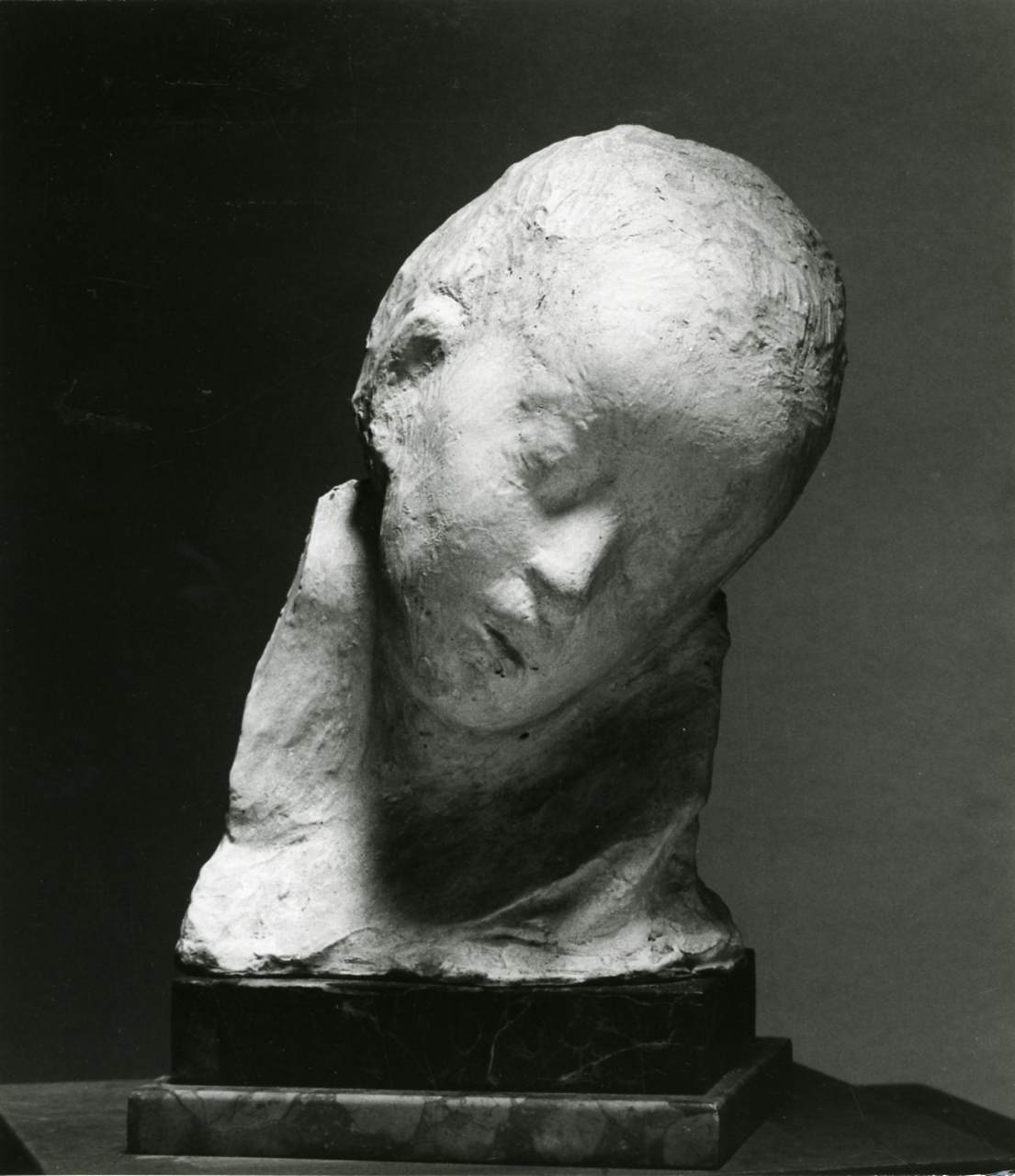
Bambino malato (1895)
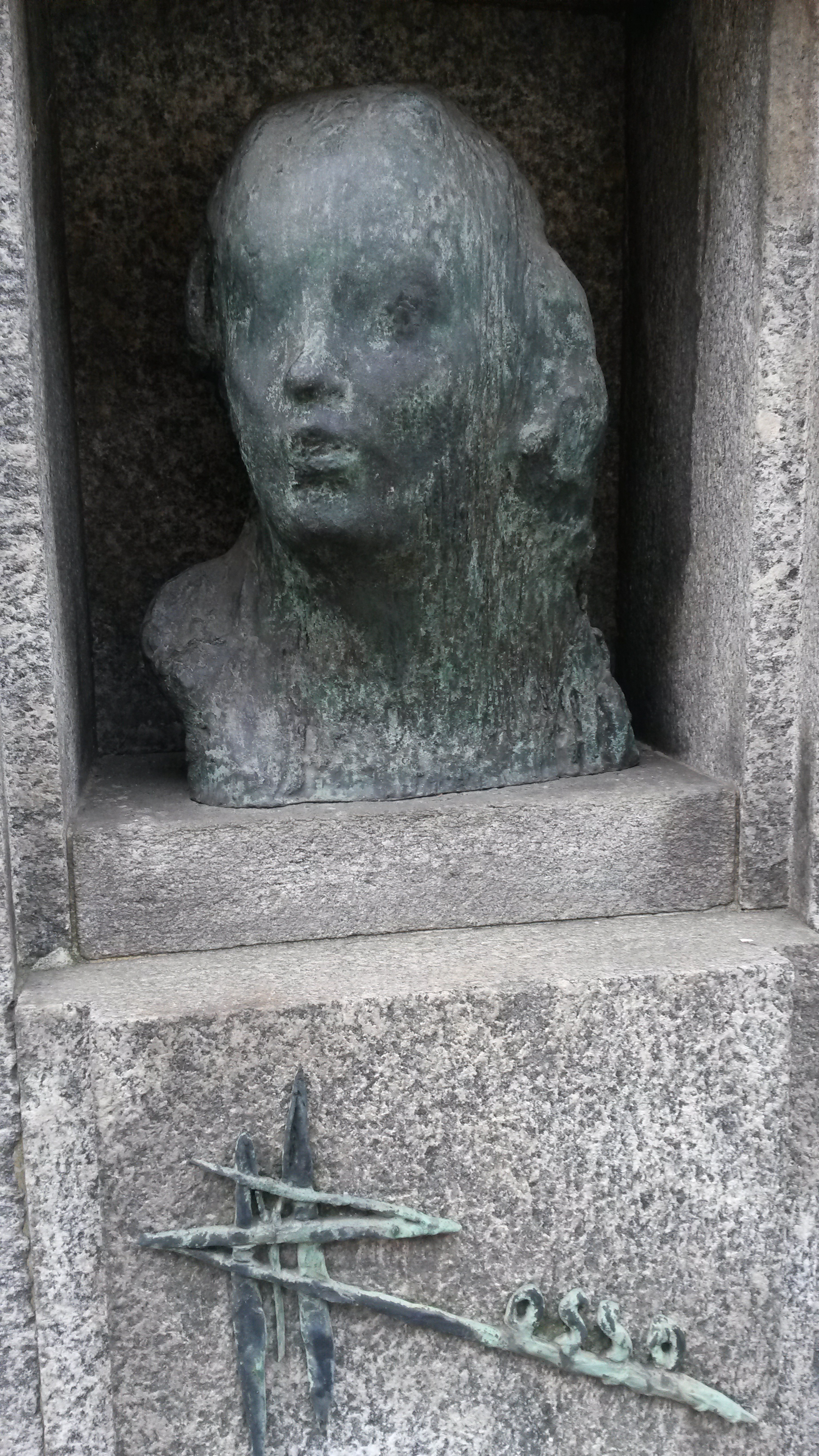
Ecce Puer (1906)

## Scritti di Medardo Rosso
- Medardo Rosso: scritti e pensieri, 1889-1927, a cura di Elda Fezzi, Turris, 1994
- Scritti sulla scultura, Abscondita, 2003